# Художественный музей Ричмонда
Художественный музей Ричмонда (англ. Richmond Art Museum; сокр. RAM) — музей в Ричмонде, США.

## История
Музей был основан в 1898 году как творческое объединение художников в Ричмонде, Индиана. Художник-импрессионист Джон Элвуд Банди сыграл важную роль в его создании.
Коллекция музея включает в себя известные работы американских импрессионистов, особенно из объединений Hoosier Group и Richmond Group, а также школы Taos School. Имеются произведения из керамики, в том числе художников из группы Overbeck Sisters. Значительная часть коллекции находится в зале McGuire Memorial Hall Высшей школы Ричмонда (англ. Richmond High School). Ричмондский музей считается единственным публичным художественным музеем, связанным с государственной школой. Одним из полотен музея является автопортрет Уильяма Меррита Чейза, написанный специально для музея в 1915—1916 годах.
В настоящее время в музее имеется 500-местный театр с современным проекционным и звуковым оборудованием, доступный для физических лиц и организаций.